# Leptodactílids
Els leptodactílids (Leptodactylidae) són una família d'amfibis anurs formada per 50 gèneres i 1.100 espècies amplament distribuïda per l'Amèrica Central i Sud-amèrica.

## Subfamílies
- Ceratophryinae
- Cycloramphinae
- Eleutherodactylinae
- Leptodactylinae
- Telmatobiinae